# Burgessochaeta setigera
Burgessochaeta setigera — викопний вид багатощетинкових кільчастих червів, що існував у кембрійському періоді, 505 млн років тому.

## Скам'янілості
189 відбитків Burgessochaeta знайдено у берджеських сланцях у провінції Британська Колумбія в Канаді. У 2023 році до роду віднесено зразок, який виявлений у штаті Юта на заході США, який раніше був ідентифікований як Canadia.

## Опис
Хробаки невеликого розміру, завдовжки до 5 см. У них було подовжене тіло, розділене на сегменти, яких у дорослого хробака могло бути двадцять. Кожен з цих сегментів був оснащений парою параподій з кожного боку. Параподії були розділені на верхню частину (notopodio) і нижню (neuropodio), кожна з яких мала пучок подовжених щетинок. У передній частині комахи була присутня пара гнучких і подовжених щупальців, а також хоботок.

## Спосіб життя
Черв'як жив у осаді морського дна. Він рухався довгими тунелями, які утворював за допомогою щетинок. Для живлення використовував два подовжені щупальця, виставляючи їх над поверхнею осаду і захоплюючи невелику здобич. Інші аннеліди, що знайдені у сланцях Берджесс — Canadia і Peronochaeta.